# Once Upon a Time in Hollywood
Once Upon a Time in Hollywood (stiliseret som Once Upon a Time... in Hollywood) er en film skrevet og instrueret af Quentin Tarantino. Filmen foregår i Hollywood i 1969 og  følger Leonardo DiCaprio i hovedrollen som Rick Dalton, en skuespiller som ikke er tilfreds med sin nuværende karriere. Brad Pitt spiller Rick Daltons stuntman, Cliff Booth. Margot Robbie spiller Sharon Tate i filmen. Udover dette har filmen generelt en omfattende liste af medvirkende skuespillere såsom: Kurt Russell, Al Pacino, Bruce Dern, Damian Lewis, Mike Moh, Timothy Olyphant, Dakota Fanning og Luke Perry (i hans sidste rolle).

## Handling
I 1960'ernes Hollywood må den fallerede tv-skuespiller Rick Dalton (Leonardo DiCaprio) og hans stuntman Cliff Booth (Brad Pitt) prøve at genopbygge deres karrierer i en tid, hvor det er svært at finde arbejde i filmfaget, og Manson-mordene finder sted, hvilket blandt andet går ud over Sharon Tate (Margot Robbie).

## Medvirkende
- Leonardo DiCaprio som Rick Dalton: En falleret skuespiller, som prøver lykken i Hollywood.
- Brad Pitt som Cliff Booth: En stuntman som arbejder for Rick Dalton.
- Margot Robbie som Sharon Tate: Roman Polanskis kone, som bliver myrdet af Charles Manson
- Emile Hirsch som Jay Sebring
- Margaret Qualley som Pussycat
- Timothy Olyphant som James Stacy
- Austin Butler som Charles "Tex" Watson
- Dakota Fanning som Lynette "Squeaky" Fromme
- Kurt Russell
- Al Pacino
- Bruce Dern
- Damian Lewis som Steve McQueen
- Mike Moh som Bruce Lee
- Luke Perry som Wayne Maunder

## Priser
| Ceremoni             | Pris                                 | Modtager          | Resultat  |
| -------------------- | ------------------------------------ | ----------------- | --------- |
| Cannes Film Festival | Palm D'Or                            | Quentin Tarantino | Nomineret |
| Cannes Film Festival | Palm Dog                             |                   | Vundet    |
| Golden Globes        | Bedste film - Komedie                | Quentin Tarantino | Vundet    |
| Golden Globes        | Bedste instruktør                    | Quentin Tarantino | Nomineret |
| Golden Globes        | Bedste mandlige hovedrolle - Komedie | Leonardo DiCaprio | Nomineret |
| Golden Globes        | Bedste mandlige birolle              | Brad Pitt         | Vundet    |
| Golden Globes        | Bedste manuskript                    | Quentin Tarantino | Vundet    |